# Valeria Betancourt
Valeria Betancourt (Quito, 1970) és una sociòloga equatoriana defensora dels drets humans i pionera en l'ús de les tecnologies de la informació i la comunicació (TIC) per promoure el desenvolupament i apoderament de la ciutadania a Amèrica Llatina i globalment.

## Trajectòria
Des de 2003, Betancourt treballa en l'Associació per al Progrés de les Comunicacions, on lidera el programa global de polítiques d'informació i comunicació. El seu treball està centrat en la recerca, d'incidències en polítiques públiques, i construcció de moviments a les àrees d'accés, drets humans i gobernanza d'Internet.
Com una de les fundadores de la Reunió Preparatòria d'Amèrica Llatina i el Carib per al Fòrum per la Gobernanza d'Internet (LACIGF), Valeria Betancourt ha jugat un rol central en la regionalització dels debats i processos de gobernanza d'internet a Amèrica Llatina.
Durant el terratrèmol de l'Equador de 2016, va ser una de les impulsores de la iniciativa de mapatge col·laboratiu Mapa Desastre Ecuadorpara canalitzar l'ajuda necessària en diferents punts del país.

## Reconeixements
En el període 2010-2012, Betancourt va ser seleccionada en representació de la societat civil llatinoamericana del Grup Assessor de Múltiples Parts Interessades del Fòrum per la Gobernanza d'Internet. En 2012 va rebre el Premi Trajectòria LACNIC, i en 2015 va ser reconeguda pel programa FRIDA per contribuir al desenvolupament a Llatinoamèrica.

## Publicacions destacades
- "L'accés a internet: habilitador de l'exercici de drets humans", en Regulació d'Internet i drets digitals a Equador. Juan Pablo Albán Alencastro ... [i altres catorze]; editores generals, Daniela Salazar, Daniela Viteri. Quito : Editorial USFQ (2016)[8]
- "Internet for promoting, guaranteeing and exercising human rights and fonamental freedoms", in FRIDA 10 years contributing to development in Latin America and the Caribbean. Editors: Jesús Martínez and Lara Robledo, LACNIC and Seed Alliance (2015)[9]
- "ICT for development milestones and approaches in Latin American and the Caribbean", in ENABLING OPENNESS. The future of the information society in Latin America and the Caribbean. Editors: Bruce Girard and Fernando Perini, Fundació Comunica and IDRC (2013)
- "Citizen participation in the age of the information society", in ENABLING OPENNESS. The future of the information society in Latin America and the Caribbean. Editors: Bruce Girard and Fernando Perini, Fundació Comunica and IDRC (2013)
- "Els drets en internet a Equador: un possible triomf d'activistes?", in Digital Rights in Latin America and the Caribbean Newsletter (2013)[10]
- "Drets humans en línia: una agenda encara pendent per a la societat civil d'Amèrica Llatina i el Carib", in Qüestió de Drets, ADC's magazine (2013)
- Ciberactivismo: Utopia o possibilitat de resistència i transformació en l'era de la societat desinformada de la informació?, en Chasqui Revista Llatinoamericana de Comunicació (2011)[11]
- "National Report for Equador", in Global Information Society Watch (2007)[12]
- "Què és una política nacional d'informació?” i “Objectius i àrees d'acció de la política nacional d'informació” en Cap a la construcció de polítiques nacionals d'informació: l'experiència d'Amèrica Llatina. Editor: Isidro Fernández-Aballi. Kingston. UNESCO (2007)